# Yared Shegumo
Yared Shegumo (Etiopía, 10 de enero de 1983) es un atleta polaco de origen etíope, especialista en la prueba de maratón en la que llegó a ser subcampeón europeo en 2014.

## Carrera deportiva
En el Campeonato Europeo de Atletismo de 2014 ganó la medalla de plata en la maratón, recorriendo los 42,195 km en un tiempo de 2:12:00 segundos, llegando a meta tras el italiano Daniele Meucci (oro con 2:11:08 s) y por delante del ruso Aleksey Reunkov (bronce con 2:12:15 segundos.